# Station Whiston
Whiston is een spoorwegstation van National Rail in Knowsley in Engeland. Het station is eigendom van Network Rail en wordt beheerd door Northern Rail. 